# Lampa łukowa

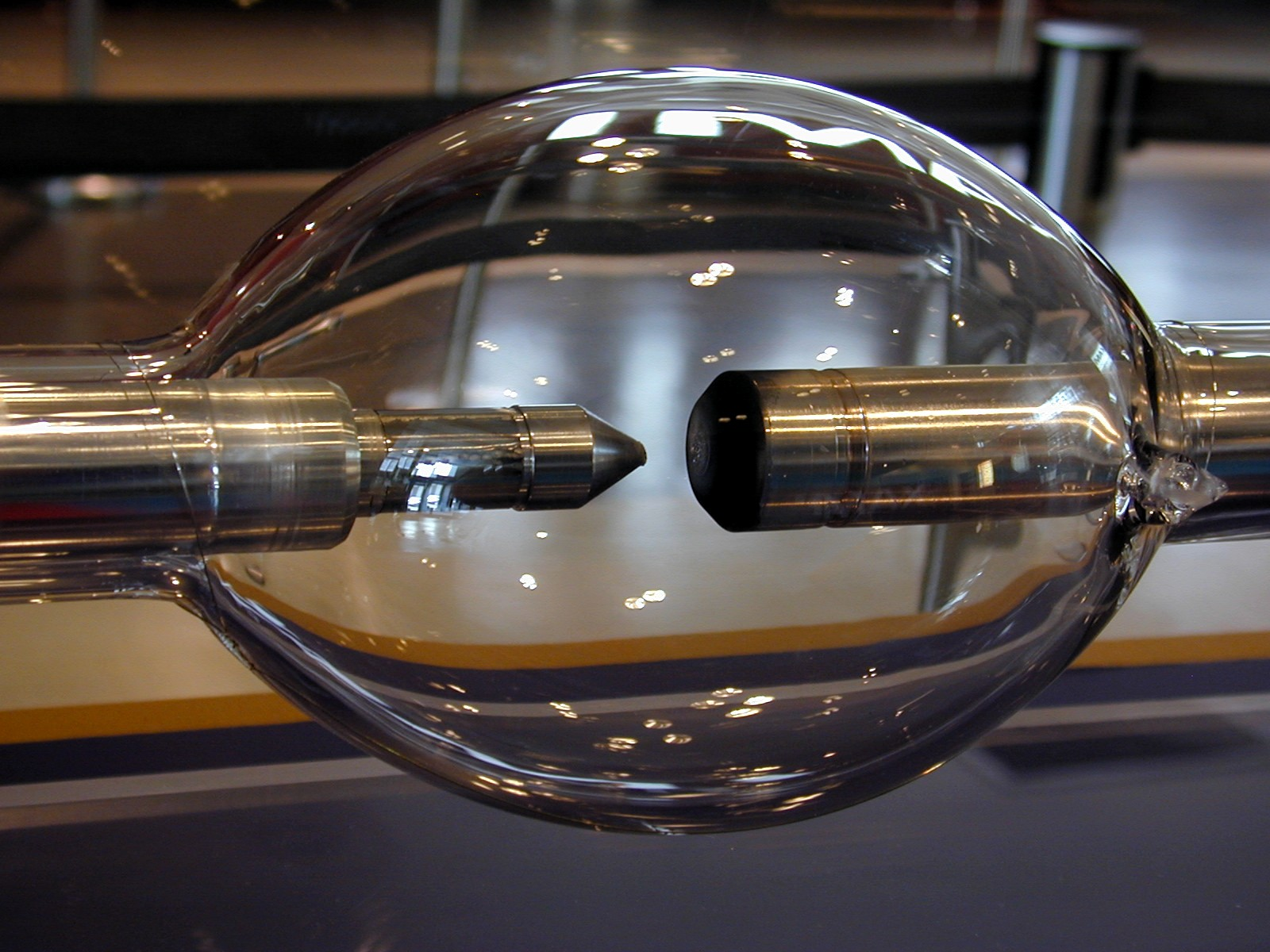
15 kilowatowa ksenonowa lampa łukowa

Lampa łukowa – typ lampy, w której źródłem światła jest łuk elektryczny, (prąd przepływający pomiędzy dwiema elektrodami rozdzielonymi gazem pod ciśnieniem atmosferycznym lub zbliżonym). Gazem w lampach odkrytych jest powietrze, a w lampach z bańką szklaną neon, argon, ksenon, pary sodu lub rtęci. W wyniku przepływu prądu przez gaz, głównie w wyniku silnego rozgrzania gazu, powstaje światło.

## Historia
Światło łuku elektrycznego demonstrował na początku XIX w. (1802, 1805, 1807 i 1809) Humphry Davy. Używając dwóch węglowych pręcików, zasilanych z baterii składającej się z 2000 ogniw, uzyskiwał łuk o długości do 10 cm.
Pierwsze lampy o zastosowaniu komercyjnym wytwarzano po 1850 roku, ale brak wydajnych źródeł prądu uniemożliwiał ich zastosowanie, dlatego inżynierowie skupili się na udoskonalaniu wynalezionej przez Michaela Faradaya prądnicy jednobiegunowej.
Jedną z pierwszych udanych konstrukcji lampy, która odniosła komercyjny sukces, była skonstruowana w 1876 lampa Pawła Jabłoczkowa.

## Cechy lampy
W lampie łukowej wysoka temperatura łuku powoduje spalanie się elektrod, co utrudnia uzyskiwanie stabilnego światła. W celu stabilizacji łuku stosowano urządzenia zbliżające do siebie elektrody, lecz były one mało skuteczne i łuki często gasły.
Lampy łukowe były stosowane powszechnie przed wynalezieniem żarówki. Obecnie stosuje się jeszcze w specjalnych zastosowaniach ksenonowe lampy łukowe z wolframowymi elektrodami w zastosowaniach gdzie wymagana jest bardzo duża luminancja np. projektorach IMAX. Rtęciowe i ksenonowe lampy łukowe wykorzystywane są też powszechnie jako źródło światła (z UV włącznie) w mikroskopie fluorescencyjnym.
Ideę wytwarzania światła w wyniku przepływu prądu elektrycznego w gazach wykorzystano w lampach wyładowczych, w których komora łukowa zamknięta jest w szczelnej bańce wypełnionej mieszaniną gazów. Brak tlenu w procesie żarzenia się łuku zabezpiecza elektrody przed utlenianiem się, znacznie mniejsze ciśnienie gazu zwiększa długość łuku i przeciwdziała zużyciu elektrod.